# پایگاه هوایی لیواردن
پایگاه هوایی لیواردن (به انگلیسی: Leeuwarden Air Base) (به زبان بومی: Vliegbasis Leeuwarden) یک فرودگاه نیروی نظامی با کد یاتا LHW است که یک باند فرود آسفالت دارد و طول باند آن ۲۹۵۷ متر است. این فرودگاه در شهر لیوواردن کشور هلند قرار دارد و در ارتفاع ۱ متری از سطح دریا واقع شده است.